# パルプ (バンド)

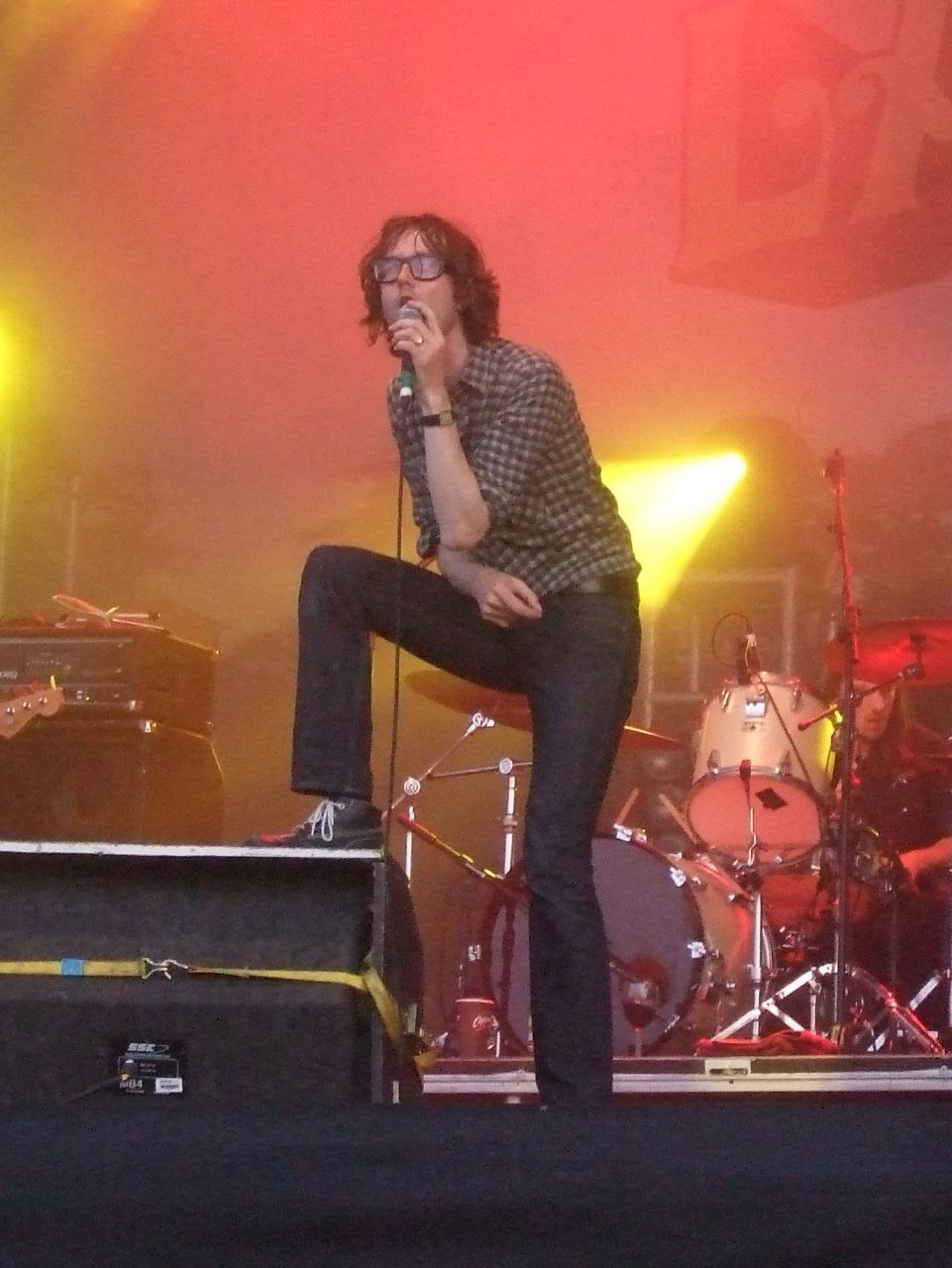
ジャーヴィス・コッカー

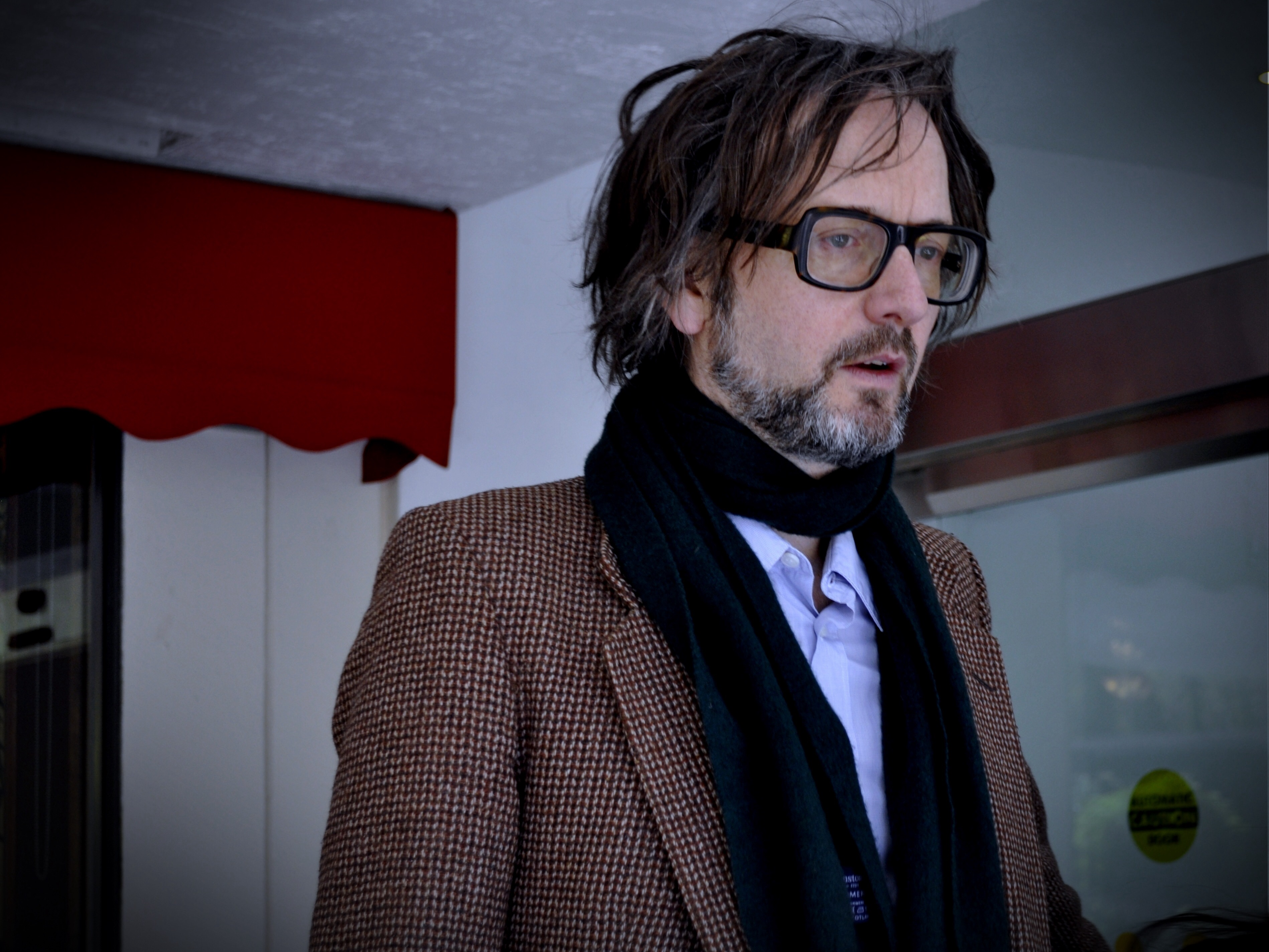
ジャーヴィス・コッカー

パルプ (Pulp) は、イギリス・シェフィールド出身のロックバンドである。1978年結成、2002年活動休止。2011年に再始動、2013年に再び活動休止。2023年に再々始動。

## 概要
70年代に結成され、10年以上の長き下積みを経てスターダムにのし上がったバンドであり、90年代のブリットポップブームの主役として、当時イギリスで社会現象的な人気を誇った。中心人物のジャーヴィス・コッカーがつくる、機知と皮肉に富んだ歌詞と妖艶なグラムロック調サウンドが特徴で、「コモン・ピープル」はブリットポップ全盛期を代表する曲として有名で、ブリットポップのソングランキングでは、たいてい1位に選ばれている。2017年にアメリカのウェブサイトPitchforkが選んだ「ベスト・ブリットポップ・アルバム TOP50」では、1位「Different Class」、7位「This Is Hardcore」、11位「His 'n' Hers」と3枚のアルバムが高順位でランクインしている。
2002年に活動休止。2011年に再始動するが、2013年に再び活動休止。
2023年に活動を再開しUKツアーを開催、2025年6月に24年ぶりのオリジナル・アルバムをリリース。

## メンバー
- ジャーヴィス・コッカー (Jarvis Cocker) : ボーカル、ギター
- キャンディダ・ドイル (Candida Doyle) : キーボード
- ニック・バンクス (Nick Banks) : ドラム
- マーク・ウェバー (Mark Webber) : ギター、キーボード

### 旧メンバー
- スティーヴ・マッキー (Steve Mackey) : ベース、プログラミング（2023年に死去）
- ラッセル・シニア (Russell Senior) : ギター、ヴァイオリン（1997年に脱退）

以上のメンバーは、アルバム『Different Class』発表時のメンバーであり、バンドに長期間在籍したメンバーである。再結成した際も、主に上記のメンバーで活動を行っている。そのほか以前在籍したことのあるメンバーは約20人ほどに上る。オリジナルメンバーはジャーヴィスのみである。

## 来歴

### デビュー・下積み時代
1978年に15歳のジャービス・コッカーが結成した「アラバカス・パルプ」を前身として、1983年にインディーズのレッド・ライノ・レコードから1stアルバム『It』でデビューする。4年後の1987年にはファイア・レコードから 2ndアルバム『フリークス』をリリースするも大した話題にはならなかった。同年、ジャーヴィス自身の大学進学のためロンドンへ拠点を移すことになり、学業と平行しながらのバンド活動となる。当時はメンバーの入れ替わりが多く、1stアルバム作成時のメンバーで残っているのはジャービスだけである。2ndアルバムからギターのラッセルとキーボードのキャンディダが加入している。
ロンドンに移った後、当時ブームだったアシッド・ハウスの影響を受けた彼らは、3rdアルバム『セパレーションズ』を1989年に製作する。このアルバムからベースのスティーブとドラムのニックが加入している。しかしレーベルとの対立からリリースをさせてもらえず、ジャーヴィスも当分学業に専念し、しばらく活動は行われなかった。（この時期、ジャーヴィスは学校で、裕福なギリシャ人の令嬢と出会う。彼女との邂逅が後の「コモン・ピープル」の歌詞となった。）

### 栄光の到来
1991年、ファイア・レコードからのシングル「マイ・レジェンダリー・ガールフレンド」がNMEに注目され、1992年、お蔵入りになっていた『セパレーションズ』のリリースにこぎ着ける。
1993年、ついに念願のメジャーレーベルとの契約を交わすと、翌年に発売したメジャーデビューアルバム『彼のモノ♥彼女のモノ(His 'n' Hers)'』が全英Top 10入りを果たす。プロモーションの過程で数多くのテレビ・ラジオ番組に出演すると、個性的なジャーヴィスの風貌やフロントマンとしての存在感が大きく取り上げられるようになった。ここに至って、ついにバンドは長きに渡った下積みを終え、メジャーな存在として花開いた。
1995年、ツアー・マネージャーだったマーク・ウェバーを正式メンバーに加えて、アルバム『コモン・ピープル(Different Class)』を発表。このアルバムは全英No.1に輝き、10日間でプラチナム・セールスを達成、英国内だけで120万枚のセールスを記録した。「コモン・ピープル」、「ディスコ2000」、「サムシング・チェンジド」と、シングルは軒並みヒットを続け、バンドは爆発的な成功を収めた。と同時にブラー、オアシスらとともにブリットポップの一大ムーブメントの「顔」として社会現象を巻き起こす存在となった。さらに怪我で出場を取りやめたストーン・ローゼズの代役としてグラストンベリー・フェスティバルのヘッドライナーを務めた。
翌年のブリット・アウォーズでは4部門にノミネートされたが、マイケル・ジャクソンのパフォーマンス中に、彼に対する抗議のためステージに乱入する事件を起こす。(詳しくはジャーヴィス・コッカーの項目を参照のこと)
1997年、映画『007 トゥモロー・ネバー・ダイ』の主題歌候補として「トゥモロー・ネバー・ライズ」を作詞・作曲するが、最終選考でシェリル・クロウに敗れた。

### 活動休止
一躍スターダムにのし上がり、人気も頂点に達した彼らだが、ジャーヴィスは周囲からの異常な賞賛と、過度の期待がために徐々に精神を蝕まれていき、そこから逃避するかのように酒とドラッグに溺れていった。1997年、ブームの狂騒に嫌悪と無気力感を覚えたジャーヴィスは、これまでと作風の異なる陰鬱な新曲「ヘルプ・ジ・エイジド」を作るが、この曲がパルプに相応しくないと感じたラッセル・シニアがバンドを脱退する。1983年に加入したラッセルは、ジャービスを除けば最も古いメンバーであった。
残った５人によって1998年に発表されたアルバム『ディス・イズ・ハードコア』は、全編を通して暗く重いトーンの仕上がりとなった。全英1位を記録こそしたが周囲の期待を裏切る内容となったためか、前作から大きく売り上げを落とし、奇しくもブラーのデーモン・アルバーンがこの時期発言した「ブリットポップは死んだ」ということを裏付けるかのような結果となってしまった。
2001年に、ジャービスが尊敬するスコット・ウォーカーにプロデュースを依頼した『ウィ・ラヴ・ライフ』を発表するころにはブリットポップブームは完全に終息しており、チャートでは全英6位を記録。2002年にベストアルバムを発売したが全英71位にとどまり、メンバーはこれ以上のバンドの存続は困難と判断し、活動停止を決断した。

### パルプ再始動まで
メンバーはその後、他バンドのサポートを務めたり、片手間にクラブでDJをしたりして過ごす。ジャーヴィスは結婚してパリに移住し、時折、パルプのベーシスト、スティーヴ・マッキーとThe Tripなるキュレーション・アルバムを発表したり、同じくパルプのスティーヴ・マッキー、及びレディオヘッドのジョニー・グリーンウッド、フィル・セルウェイと共に映画ハリー・ポッターと炎のゴブレットに魔法使いのバンドとしてカメオ出演したりするなどしていた。
2007年になってジャーヴィスは、ベーシストにパルプのスティーヴ・マッキー、ギタリストにパルプのツアーサポートメンバーのリチャード・ハーレイ（元ロングピッグス）を迎えて、セルフタイトルのソロ・アルバムを発表。これは全英37位、インディーズ・チャートでは1位を記録する成功を収めた。本人も「音楽から離れられない自分を再認識できて嬉しい。」とコメントし、同年のフジロック・フェスティバルに出演を果たすなど音楽活動復帰に意欲を見せた。
2011年に再結成ライヴを行い、引き続きツアーを行った。メンバーはジャーヴィス・コッカー 、ニック・バンクス、キャンディダ・ドイル、スティーヴ・マッキー、マーク・ウェバー、そして1997年にバンドを脱退していたラッセル・シニアを含む全盛期のメンバー6人が揃う。このメンバーでのライブは1996年以来となった。しかし、2012年のツアーにラッセルは帯同していない。2013年には『ウィ・ラブ・ライフ』発表時の未発表曲であった「アフター・ユー」をシングル・リリースするが全英チャートで101位（インディー・チャートでは10位）にとどまった。シングル売上の不振を受けてか、再び活動を休止する。
2014年3月9日、パルプと映画監督のフロリアン・ハビットは、長編ドキュメンタリー映画『A Film about Life, Death & Supermarkets』を上映。パルプのシェフィールドでの再結成コンサートをモチーフにしたこの映画は国際映画祭を巡回し、2014年11月にアメリカのオシロスコープ研究所から劇場公開された。 
2023年、パルプ再々始動。脱退したラッセルと、死去したスティーヴは参加せず、ジャーヴィス、ニック、キャンディダ、マークの4人にサポートメンバーで全英ツアー。
2025年、1月、27年ぶりの来日公演。6月、24年ぶりにアルバム『More』をリリース。

## ディスコグラフィ
＊「英」とは "UK Albums Chart" におけるチャート最高位を示す。「ゴールド等認定」については、BPI (British Phonographic Industry) の記録からである。「日」はオリコン・アルバムチャートにおける記録である。

### スタジオ・アルバム
| 年   | タイトル                                                                                 | 英 | 日 | ゴールド等認定・補足  |
| ---- | ---------------------------------------------------------------------------------------- | -- | -- | --------------------- |
| 1983 | It - 発売日：1983年4月 - レーベル：Red Rhino                                             | -  | -  |                       |
| 1987 | Freaks - 発売日：1987年5月 - レーベル：Fire                                              | -  | -  |                       |
| 1992 | セパレーションズ Separations - 発売日：1992年7月 - レーベル：Fire                        | -  | -  |                       |
| 1994 | 彼のモノ♥彼女のモノ His 'n' Hers - 発売日：1994年6月21日 - レーベル：アイランド          | 9  | -  | ゴールド (10万枚)     |
| 1995 | コモン・ピープル Different Class - 発売日：1995年10月30日 - レーベル：アイランド         | 1  | 91 | x4 プラチナ (120万枚) |
| 1998 | ディス・イズ・ハードコア This is Hardcore - 発売日：1998年3月30日 - レーベル：アイランド | 1  | 37 | ゴールド              |
| 2001 | ウィ・ラヴ・ライフ We Love Life - 発売日：2001年10月22日 - レーベル：アイランド          | 6  | -  | シルバー (6万枚)      |
| 2025 | More - 発売日：2025年6月6日 - レーベル：Rough Trade Records                              |    |    |                       |

### コンピレーション・アルバム
| 年   | タイトル                                                    | 英 | ゴールド等認定・補足                                                                                        |
| ---- | ----------------------------------------------------------- | -- | --- |
| 1993 | ザ・ギフト Intro: The Gift Recordings                       | -  | - アルバム未収録のシングル集                                                                                |
| 1994 | Masters of the Universe(Pulp On Fire 1985-86)               | -  | - 85年から87年までリリースした、アルバム未収録のシングル集                                                  |
| 1996 | カウントダウン1992~1983 Countdown 1992–1983                 | 10 | - メジャー契約前にリリースしたアルバムの収録曲を中心に構成 - 2枚組                                          |
| 2002 | パルプ・ヒッツ Hits - 発売日：2002年 - レーベル：アイランド | 71 | - ゴールド - 公式ベスト盤                                                                                   |
| 2006 | The Complete Peel Sessions                                  | -  | - BBC Radio 1 にて放送されたセッションの模様を収録 - 1stアルバム発売前の1981年のPeel Sessionsの音源も収録。 |